# امپراتریس‌های ژاپن
امپراتریس‌های ژاپن (انگلیسی: Empress of Japan) یا همسر ملکه‌های ژاپن، عنوانی است که به همسر امپراتور ژاپن یا یک ملکه حاکم به تنهایی داده شده است. همسر فعلی امپراتور ژاپن ملکه ماساکو است که با همسرش در ۱ مه ۲۰۱۹ بر تخت سلطنت نشست.